# روح بن الفرج
روح بن الفرج بن عبد الرحمن، أبو الزنباع القطان المصري. (204 هـ - 282 هـ) هو مولى آل الزبير بن العوام، وأحد رواة الحديث، وكان من الثقات.

## روايته للحديث النبوي
- روي عن: إبراهيم بن مخلد الطالقاني، وأحمد بن القاسم الزهري وسعيد بن كثير بن عفير، وأبي صالح عبد الله بن صالح كاتب الليث بن سعد، وأبي صالح عبد الغفار بن داود الحراني، وعمرو بن خالد الحراني، ويحيى بن عبد الله بن بكير، ويوسف بن عدي.
- روي عنه: أبو جعفر أحمد بن سلامة الطحاوي، والحسين بن إسماعيل المحاملي سمع منه بمكة، وأبو القاسم سليمان بن أحمد الطبراني، وعبد الله بن أحمد بن إسحاق المصري، وعلي بن محمد بن أحمد المصري الواعظ، وأبو العباس محمد بن يعقوب الأصم.[3]
- الجرح والتعديل: قال أبو القاسم بن قديد: «ذاك رجل نفسه، رفعه الله بالعلم والصدق»، وقال ابن حجر العسقلاني: «كان من الثقات»، وقال الخطيب البغدادي: «ثقة»، وقال الذهبي: «محدث مكثر مقبول»، وقال المزي: «كان من الثقات»، وقال محمد بن يوسف الكندي: «كان من أوثق الناس».[4]